# Arctophila
Arctophila là một chi thực vật có hoa trong họ Hòa thảo (Poaceae).

## Loài
Chi Arctophila gồm các loài: